# شیرزاد اعظم‌اف
شیرزاد اعظم‌اف (زاده ۱۹۹۰) بازیکن فوتبال ازبکستانی است. او در پست مدافع در لیگ برتر فوتبال ازبکستان برای باشگاه فوتبال پاختاکور بازی می‌کند.
او ۴ بازی ملی نیز در کارنامهٔ خود دارد.